# Linanthus dactylophyllum
Linanthus dactylophyllum là một loài thực vật có hoa trong họ Polemoniaceae. Loài này được (Torr.) Rydb. mô tả khoa học đầu tiên năm 1917.